# 范布倫斯堡 (伊利諾伊州)
范布倫斯堡（英語：Van Burensburg）是位於美國伊利諾伊州蒙哥馬利縣的一個非建制地區。該地的面積和人口皆未知。

## 地理
范布倫斯堡的座標為39°02′10″N 89°16′46″W / 39.03611°N 89.27944°W，而該地的平均海拔高度為182米（即597英尺）。